# Charles Fowlkes
Charles Baker Fowlkes (16 de febrero de 1916 - 9 de febrero de 1980)  fue un saxofonista barítono estadounidense que fue miembro de la Orquesta Count Basie durante más de veinticinco años. 

## Primeros años de vida
Nació en la ciudad de Nueva York el 16 de febrero de 1916.  Estudió saxofón alto y tenor, clarinete y violín antes de decidirse por el saxofón barítono (ocasionalmente tocaba la flauta). 

## Vida posterior y carrera
Pasó la mayor parte de su carrera inicial en Nueva York.  Jugó con Tiny Bradshaw (1938-1944), Lionel Hampton (1944-1948) y Arnett Cobb (1948-1951). 
Se unió a la orquesta de Basie en 1953 y permaneció en ella hasta su muerte; Las principales interrupciones durante su paso por Basie fueron ausencias por gestionar la carrera de su esposa, la vocalista Wini Brown.  Murió en Dallas el 9 de febrero de 1980. 

## Discografía
Con la Count Basie Orchestra
- The Count! (Clef, 1952 [1955])
- Basie Jazz (Clef, 1952 [1954])
- Dance Session (Clef, 1953)
- Dance Session Album #2 (Clef, 1954)
- Basie (Clef, 1954)
- Count Basie Swings, Joe Williams Sings (Clef, 1955) con Joe Williams
- April in Paris (Verve, 1956)
- The Greatest!! Count Basie Plays, Joe Williams Sings Standards con Joe Williams
- Metronome All-Stars 1956 (Clef, 1956) con Ella Fitzgerald and Joe Williams
- Hall of Fame (Verve, 1956 [1959])
- The Greatest!! Count Basie Plays, Joe Williams Sings Standards con Joe Williams (Verve, 1956)
- Basie in London (Verve, 1956)
- One O'Clock Jump (Verve, 1957) con Joe Williams and Ella Fitzgerald
- Count Basie at Newport (Verve, 1957)
- The Atomic Mr. Basie (Roulette, 1957) aka Basie and E=MC2
- Basie Plays Hefti (Roulette, 1958)
- Sing Along con Basie (Roulette, 1958) - con Joe Williams and Lambert, Hendricks & Ross
- Chairman of the Board (Roulette, 1959)
- Basie One More Time (Roulette, 1959)
- Breakfast Dance and Barbecue (Roulette, 1959)
- Basie/Eckstine Incorporated (Roulette, 1959)
- Strike Up the Band (Roulette, 1959)
- In Person! con Tony Bennett (Verve, 1959)
- Everyday I Have the Blues (Roulette, 1959) - con Joe Williams
- Dance Along con Basie (Roulette, 1959)
- Not Now, I'll Tell You When (Roulette, 1960)
- The Count Basie Story (Roulette, 1960)
- Kansas City Suite (Roulette, 1960)
- Count Basie/Sarah Vaughan con Sarah Vaughan (Roulette, 1960)
- Basie at Birdland (Roulette, 1961)
- First Time! The Count Meets the Duke con Duke Ellington (Columbia, 1961)
- The Legend (Roulette, 1961)
- Easin' It (Roulette, 1962)
- Back con Basie (Roulette, 1962)
- Basie in Sweden (Roulette, 1962)
- Sinatra–Basie: An Historic Musical First (Reprise, 1962)
- On My Way &amp; Shoutin' Again! (Verve, 1962)
- This Time by Basie! (Reprise, 1963)
- More Hits of the 50's and 60's (Verve, 1963)
- Li'l Ol' Groovemaker...Basie! (Verve, 1963)
- Ella and Basie! con Ella Fitzgerald (Verve, 1963)
- Basie Land (Verve, 1964)
- It Might as Well Be Swing con Frank Sinatra (Reprise, 1964)
- Our Shining Hour con Sammy Davis, Jr. (Verve, 1965)
- Pop Goes the Basie (Reprise, 1965)
- Basie Meets Bond (United Artists, 1966)
- Live at the Sands (Before Frank) (Reprise, 1966 [1998])
- Sinatra at the Sands (Reprise, 1966) con Frank Sinatra
- Basie's Beatle Bag (Verve, 1966)
- Broadway Basie's...Way (Command, 1966)
- Hollywood...Basie's Way (Command, 1967)
- Basie's Beat (Verve, 1967)
- Basie's in the Bag (Brunswick, 1967)
- The Happiest Millionaire (Coliseum, 1967)
- Half a Sixpence (Dot, 1967)
- The Board of Directors con the Mills Brothers (Dot, 1967)
- Manufacturers of Soul (Brunswick, 1968) con Jackie Wilson
- The Board of Directors Annual Report (Dot, 1968) con The Mills Brothers
- Basie Straight Ahead (Dot, 1968)
- How About This (Paramount, 1968) con Kay Starr
- Standing Ovation (Dot, 1969)
- Basic Basie (MPS, 1969)
- Basie on the Beatles (Happy Tiger, 1969)
- Basie Big Band (Pablo, 1975)
- I Told You So (Pablo, 1976)
- Live in Japan '78 (Pablo, 1978)
- Digital III at Montreux con Ella Fitzgerald (Pablo, 1979)
- A Classy Pair con Ella Fitzgerald (Pablo, 1979)

Con Kenny Clarke
- Telefunken Blues (Savoy, 1955)

Con Buck Clayton
- The Huckle-Buck and Robbins' Nest (Columbia, 1954)
- How Hi the Fi (Columbia, 1954)
- Jumpin' at the Woodside (Columbia, 1955)
- All the Cats Join In (Columbia 1956)

Con Stanley Cowell
- Regeneration (Strata East, 1976)

Con Al Gray
- The Last of the Big Plungers (Argo, 1959)
- The Thinking Man’s Trombone (Argo, 1960)

Con Coleman Hawkins
- The Saxophone Section (World Wide, 1958)

Con Milt Jackson
- Meet Milt Jackson (Savoy, 1955)

Con Yusef Lateef
- Part of the Search (Atlantic, 1973)

Con Billy Taylor
- My Fair Lady Loves Jazz (Impulse!, 1957)

Con Eddie "Cleanhead" Vinson
- Clean Head's Back in Town (Bethlehem, 1957)

Con Frank Wess
- Opus de Blues (Savoy, 1959)